# سهراب (شهربابک)
سهراب، روستایی در دهستان استبرق از توابع بخش مرکزی شهرستان شهربابک در استان کرمان است.
روستای سهراب یا ساراب قدمتی طولانی دارد و بیشترین امار تحصیل کرده در مناطق روستایی را دارد ( مقطع لیسانس به بالا ). وستاهای اطراف سهراب  همجنین تعداد بالایی افراد تحصیل کرده نسبت به جمعیت را دارند همچون حصاروئیه اشکور مهراباد شریک اباد ، و که اکثرا به خارج از کشور مهاجرت کردند

## جمعیت
این روستا در دهستان استبرق قرار دارد و براساس سرشماری مرکز آمار ایران در سال ۱۳۹۵، جمعیت آن ۶۱۹ نفر (۲۰۸ خانوار) بوده‌است.